# Jonglei
Jonglei is een van de 10 staten van Zuid-Soedan. Jonglei ligt in het noordoosten van het land, tegen de grens met Ethiopië. De staat heeft een oppervlakte van ruim 122.000 vierkante kilometer en telde in 1983 naar schatting 800.000 inwoners. De hoofdstad van Jonglei is Bor. De staat is verder verdeeld in twaalf districten.

## Grenzen
Als grensstaat deelt Jonglei grenzen met een buurland:
- Twee regio's van Ethiopië in het oosten (van noord naar zuid):
  - Gambela.
  - Yedebub Biheroch Bihereseboch na Hizboch.

Verder grenst Jonglei aan vijf andere staten in Zuid-Soedan:
- Upper Nile in het noorden.
- Eastern Equatoria in het zuiden.
- Kort met Central Equatoria in het westelijke zuiden.
- Lakes in het zuidwesten.
- Unity in het westen.